# 470-ті
Завершилася історія Західної Римської імперії, а з нею й період античності, розпочалося Середньовіччя. У Східній Римській імперії завершилося правління Лева I і після низки перипетій встановилося правління Флавія Зенона. У Європі утворилися численні варварські держави, зокрема в Італії владу захопив Одоакр, Іберію та південь Галлії займає Вестготське королівство, Північну Африку захопили вандали, утворивши Африканське королівство, у Тисо-Дунайській низовині утворилося Королівство гепідів. На Півночі Галлії правлять римо-галли, ще північніше — салічні франки. Остготи займають Мезію, Македонію і Фракію.
У Південному Китаї завершилося правління династії Лю Сун і почалося правління династії Південна Ці, на півночі править Північна Вей. В Індії правління імперії Гуптів. У Японії триває період Ямато. У Персії править династія Сассанідів.
На території лісостепової України Черняхівська культура. Історики VI століття згадують плем'я антів, що мешкало на території сучасної України приблизно з IV сторіччя. У Північному Причорномор'ї центр володінь гунів, що підкорили собі інші кочові племена, зокрема сарматів та аланів.

## Події
476 став роком повного і безповоротного падіння Західної Римської імперії. У першій половині десятиліття владу в Римі тримав у своїх руках Ріцімер при маріонеткових імператорах. Після його смерті імператором проголосили Гліцерія, однак його не визнала Східна Римська імперія. Її кандидат Юлій Непот силою захопив владу, однак римляни сприймали його як грецького імператора й незабаром прогнали. Військовий магістр Флавій Орест оголосив імператором свого сина Ромула Августа. Однак його правління було коротким. Вчинили бунт германці на римській службі на чолі з Одоакром. Одоакр змістив малолітнього імператора й стратив його батька. Він став королем Італії.
У Східній Римській імперії завершилося правління Лева I. Після нього імператором став ісаврієць Флавій Зенон, однак проти нього здійняв бунт Василіск, якому вдалося змістити Зенона на короткий час. Флавій Зенон повернувся до влади, але мир в імперії ще не відновився, заколоти тривали, важливим фактором у розвитку подій була присутність у Фракії остготів на чолі з Теодоріхом Страбоном.
Формально визнано незалежними Африканське королівство вандалів та аланів і Вестготське королівство. Вірні ідеї Римської імперії римо-галли на півночі Галлії змушені боронитися як від вестготів з півдня, так і від салічних франків. Розпочалося вторгнення саксів у Британію.
У Китаї на північ від Янцзи держава табгачів Північна Вей окитаїлася, а на південь від Янцзи відбулася зміна династій — династія Лю Сун поступилася місцем династії Південна Ці.
Персії та імперії Гуптів доводилося відбиватися від натиску ефталітів.